# Fay Na
Fay Na oder Fay Nah (Prinz [Chao Mueang] Nakhon Champasak [Negara Champasakra]; voller Thronname Brhat Vijaya Raja Khatiya Varman, Vichaiyarat Khattiyawongse; * Mitte des 18. Jahrhunderts; † 1811) war von 1791 bis 1807/11 Herrscher mit den Vollmachten eines Königs unter siamesischer Oberhoheit im Reich Champasak.
Fay Na war der älteste Sohn von Phra Ta, einem Mitglied der Familie Suvarnkut. Vor seiner Ernennung zum Herrscher diente er als Gouverneur von Yasudara. 1791 ernannte ihn König Rama I. von Siam zum Prinz-Gouverneur (Chao Mueang) und verlieh ihm den Titel Phra Vijaya Raja Khatiya Varman. Er bildete eine neue Hauptstadt bei Ban Kantakoeng, die in Nakhon Champasak umbenannt wurde. 
Fay Na starb 1811 hinterließ zwei Söhne und drei Töchter:
1. Prinz (Chao) Buddha (But), Prinz (Chao Mueang) von Nakhon Phanom
2. Prinz (Chao) Naksha (Nak)

1. Prinzessin (Chao Nang) Dingi (Daeng)
2. Prinzessin (Chao Nang) Daya (Thai)
3. Prinzessin (Chao Nang) Kuni Kaeva (Kone Kaeo)

| Personendaten    | Personendaten                                                         |
| ---------------- | --------------------------------------------------------------------- |
| NAME             | Fay Na                                                                |
| ALTERNATIVNAMEN  | Fay Nah; Brhat Vijaya Raja Khatiya Varman; Vichaiyarat Khattiyawongse |
| KURZBESCHREIBUNG | Herrscher im Reich Champasak                                          |
| GEBURTSDATUM     | 18. Jahrhundert                                                       |
| STERBEDATUM      | 1811                                                                  |